# Corinto
Corinto (griego Κόρινθος, Kórinthos) es una ciudad del Peloponeso en Grecia, capital de la unidad periférica de Corintia. En el año 2011 la población del municipio de Corinto era de 58 192 habitantes, la de la unidad municipal era de 38 132 y la de la ciudad ascendía a 30 176.
Tuvo una gran prosperidad desde la época clásica, y allí se encuentra uno de los templos más importantes dedicado al dios Apolo, con columnas forjadas en una sola pieza y basamentadas en la roca, cosa poco habitual en las construcciones dóricas.

## Tradición mítica
Según la mitología griega, la Antigua Corinto fue fundada con el nombre de Éfira por Sísifo, quien fue su primer rey, y con sus sucesores (inicialmente sus hijos Glauco y Ornitión) se hizo una ciudad especialmente próspera y poderosa. Ornitión continuó la dinastía hasta su derrocamiento por los dorios.
En el canto XXIII de Ilíada y en el canto XI de Odisea se menciona ya al personaje de Edipo, figura mítica que si bien llegaría a ser —de acuerdo a relatos posteriores perdidos, pero muy citados en el ciclo tebano, como Edipodia y Tebaida— rey de Tebas, por haber sido criado por el rey Pólipo y la reina Mérope de Corinto, creció siendo el príncipe de dicha ciudad y en esta creencia se sostuvo hasta su madurez, cuando descubre, siendo el rey de Tebas, que su identidad era otra. La versión más conocida de este mito clásico es Edipo Rey, escrita en el siglo V a. C. por Sófocles el poeta trágico, gracias a la cual el mito de Edipo se hizo universalmente conocido.
Es allí donde Medea y Jasón se refugiaron, después de que Medea hubo organizado la muerte de Pelias.
La ciudad se llamaba Éfira, y más tarde su nombre cambió a Corinto, en una época desconocida, probablemente durante la conquista doria. El nombre se hace derivar de Corinto, hijo de Zeus.
El heráclida Aletes, hijo de Hipotes es el legendario primer rey dórico de la ciudad donde los dorios estaban al comienzo una minoría dirigente; los no dorios fueron admitidos más tarde a la ciudadanía. Aletes y sus descendientes fueron reyes durante doce generaciones y 327 años, desde el 1074 a. C., según la fecha tradicional (treinta años después de la conquista doria):
- Aletes reinó 38 años
- Ixión reinó 38 años
- Ageles I reinó 37 años
- Prumnis reinó 35 años
- Baquis reinó 35 años
- Ageles II reinó 30 años
- Eudemos reinó 25 años
- Aristodemo reinó 35 años
- Agemón reinó 16 años
- Alejandro reinó 25 años
- Telestes reinó 12 años
- Autómenes reinó 1 año

Según Pausanias, Primnis fue el último descendiente de Aletes, y Baquis inició una nueva dinastía también heráclida, pero Diodoro Sículo dice que todos fueron descendientes de Aletes, pero que Baquis fue tan célebre que su nombre se dio a la dinastía Baquíada.

## Historia

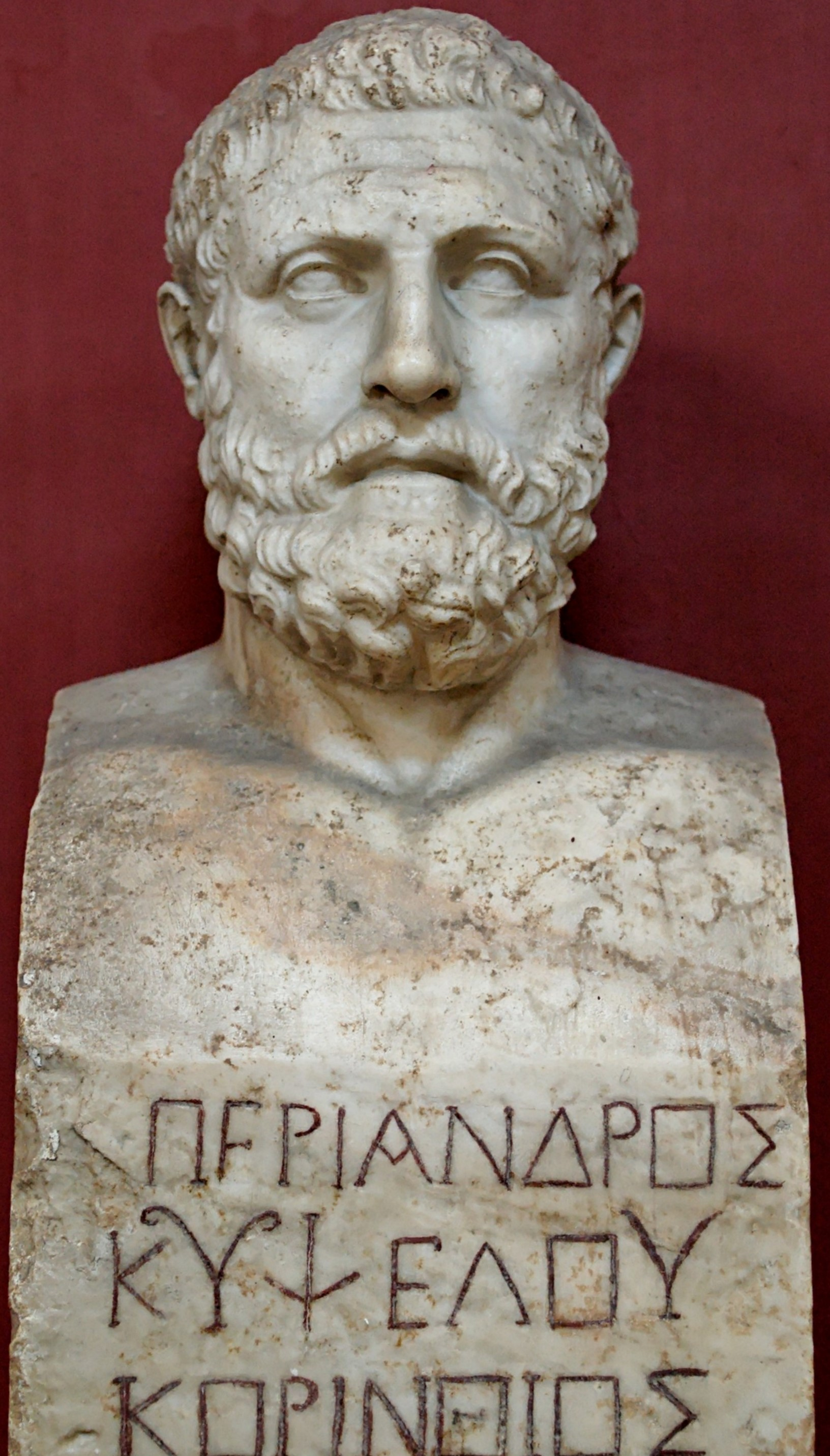
Periandro Περίανδρος (circa 627-585 a. C.).

Corinto estuvo habitada desde el periodo neolítico. Los primeros asentamientos se desarrollaron en torno a la colina de Acrocorinto. A partir de los siglos IX y VIII a. C. experimentó un crecimiento en el que llegó a ser la ciudad más grande de Grecia. Homero le aplicó el epíteto de opulenta cuando la nombró entre las ciudades que participaron en la expedición contra Troya, donde formaba parte de los dominios de Micenas. Participó en la fundación de numerosas colonias, entre las que se encontraban Molicria, Siracusa, Córcira, Ambracia, Anactorio, Léucade, Apolonia de Iliria y otras. Los tiranos Cípselo y Periandro fueron sus gobernantes más famosos, entre mediados del siglo VII y principios del VI a. C.
A causa de su ubicación como cruce de caminos tanto terrestres como marítimos, destacó como lugar de intercambios comerciales, lo que conllevó que fuera una de las primeras ciudades en producir moneda. Se la considera como el lugar de origen del trirreme. En arquitectura, dio nombre al orden corintio. En cerámica, se desarrolló la producción de los estilos protocorintio y corintio.
En el periodo clásico, la enemistad entre Corinto y Atenas, sobre todo por la ayuda de esta a la colonia de Corcira, fue una de las causas de la guerra del Peloponeso. En ella, Corinto formó parte de los aliados de Esparta. En cambio, algunos años después del fin de esta guerra, a principios del siglo IV a. C. se desarrolló la llamada guerra de Corinto, en el que una alianza de corintios, argivos, atenienses y beocios trató de hacer frente a la hegemonía espartana.
Tras un periodo de dominación macedónica, Corinto fue tomada por tropas de Arato de Sición en el 243 a. C. y la ciudad pasó a formar parte de la Liga Aquea.
En el año 146 a. C. sufrió una gran destrucción por parte de las tropas del cónsul romano Lucio Mumio pero los romanos la reconstruyeron a partir del 44 a. C., en época de Julio César.
Era una ciudad importante para los primitivos cristianos. Pablo de Tarso visitó la ciudad, inició una iglesia y le dirigió algunas de sus epístolas.
Durante siglos fue ocupada por los venecianos y por los turcos hasta que en 1822 se proclamó la independencia de Grecia.
Un gran terremoto en 1858 provocó la destrucción de la antigua ciudad y su reconstrucción varios kilómetros al norte, junto al mar. Sufrió otro terremoto en 1928.

## Geografía
Está ubicada en el istmo de Corinto, de unos 6 km de ancho, que une el Peloponeso con la Grecia continental, a unos 78 km al oeste de Atenas y sobre las faldas del monte Acrocorinto.
Sobre este istmo se construyó el canal de Corinto (1881-1893), un estrecho pasadizo que sirve de comunicación entre el norte del Mediterráneo y el mar Egeo. Este estrecho ya había sido ideado por los romanos para ahorrarse unos 600 km de navegación rodeando el Peloponeso, pero no fue sino hasta el siglo XIX que pudo llevarse a cabo. Su puerto principal es el Lequeo, en el golfo de Corinto, que da salida al mar Jónico y a través de él al mar Adriático.

## Cultura

### Arte corintio
La tradición literaria asigna a Corinto un lugar preeminente en el campo artístico.
Por lo que se refiere a la arquitectura, un pasaje de Píndaro le atribuye la invención del frontón triangular y se supone, aunque con discrepancias, que en Corinto nacieron el friso dórico y las metopas ornamentadas.
Ciertamente, en Corfú, que fue colonia de Corinto, ha aparecido el más antiguo frontón hasta ahora conocido, el de la gorgona ricamente decorado en altorrelieve; y las primeras metopas aparecidas en Etolia, con temas de Termón y Calidón, parecen presentar estrechas analogías con las pinturas corintias.
Existe bastante menos información sobre la escultura en mármol y piedra. Las excavaciones de Corinto no han supuesto ninguna aportación particularmente significativa.
La colosal estatua de Zeus bañada en oro y que, según Pausanias, fue obsequio de los Cipsélidas a Olimpia, evidencia la habilidad de los artesanos locales en el trabajo de los metales, aunque el famoso bronce corintio, tan ensalzado por los romanos, parece pertenecer a una época muy posterior.
También se consideran corintios muchos de los vasos, cuencos y trípodes de bronce hallados en los santuarios de Olimpia y Dodona, incluso en lugares lejanos como Trebeniste, en Iliria.
En el campo de la cerámica, la tradición habla de que Butades de Sición inventó el arte de modelar el barro, en Corinto. Otra tradición destaca a tres alfareros de Corinto: Euquiro ("el de las manos hábiles"), Diopo ("el que dirige") o, según otros ("tubo para nivelar") y Eugrammo ("el del bello dibujo") a los que se atribuía la introducción en Italia del arte de modelar.
En el mismo Corinto se han hallado algunos fragmentos de una amazonomaquia y el mismo origen se atribuye al Zeus con Ganímedes y al grupo de Olimpia que representa a Atenea con los guerreros.
También en Olimpia se encontraba el Arca de Cipselo, que evidencia la excepcional habilidad de los cinceladores y tallistas de la escuela corintia.
Mayor, sin embargo, parece la importancia conseguida por Corinto en la pintura. Según Plinio, ésta, o más exactamente el dibujo coloreado, habría nacido en la localidad griega de Sición y en la ciudad del istmo. Incluso en Corinto se celebraban unos certámenes de pintura, al igual que en Delfos.
Entre los pintores arcaicos recordamos a Cleante (autor de un cuadro sobre la conquista de Troya y de otro sobre el nacimiento de Atenea de la cabeza de Zeus, mientras Poseidón ofrece un atún al dios por el parto); a Aregón (autor de una Artemisa sobre un grifo, a Ecfantos, que habría sido el primero en rellenar de color las figuras, sirviéndose de arcilla machacada.

#### Arquitectura civil
Una obra de importancia fundamental para las comunicaciones en el mundo griego fue el Diolkos, una calzada por la que era transportadas las naves a lo largo del istmo de Corinto, para evitar el largo periplo del Peloponeso. Se construyó en el siglo VI a. C., en la época de Periandro.

### Restos arqueológicos
La colina de Korakou, que fue excavada por Carl Blegen en 1915 y 1916, está situada en el extremo occidental de la moderna ciudad de Corinto, con vistas al golfo de Corinto y al puerto de Lequeo. Allí se han encontrado restos de cerámica y de estructuras arquitectónicas de la Edad del Bronce que abarcan desde el Heládico Antiguo I hasta el Heládico Reciente IIIC. Entre los restos arquitectónicos se hallan los de un muro de circunvalación. Se estima que este era el emplazamiento del puerto de la antigua Corinto durante la época micénica. Otras excavaciones hallaron, 700 m al sur de esta colina, más restos de cerámica y de casas de los periodos Heládico Reciente IIIB y IIIC.

## Transporte

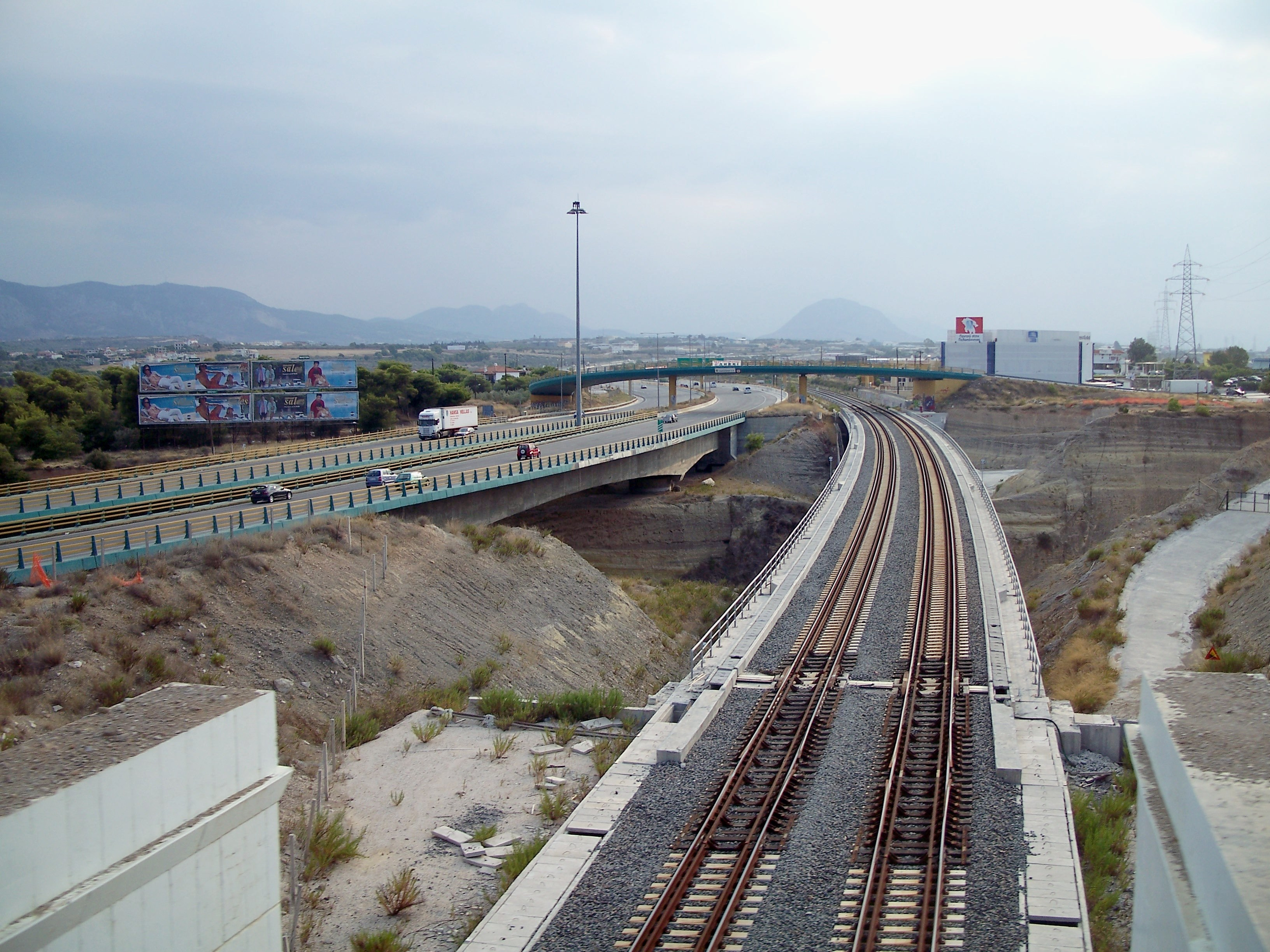
El puente del ferrocarril sobre el Istmo de Corinto.

### Autovías
Corinto es un eje principal de la carretera. La autopista A-7 para Trípoli y Kalamata (y Esparta a través del peaje A.71), se desvía de la autopista A-8/E-94 de Pekín a Atenas en Corinto. Corinto es el principal punto de entrada a la península del Peloponeso, la zona más austral de Grecia continental.

### Autobús
KTEL Korinthias proporciona el servicio interurbano del megabus en la península ya en Atenas a la vía de la estación del istmo al sureste del centro de la ciudad. Servicio de autobús local también está disponible.

### Ferrocarril
La ciudad se ha conectado con el Proastiakos, la red de ferrocarril suburbana de Atenas, desde 2005, cuando se inauguró la nueva estación de ferrocarril de Corinto.

### Puerto
El puerto de Corinto, situado al norte del centro de la ciudad y cerca de la entrada al noroeste del canal de Corinto, en 37°56.0'N/22°56.0'E, sirve las necesidades locales de la industria y la agricultura. Es principalmente una instalación de exportación de carga.
Es un puerto artificial (profundidad de aproximadamente de 9 metros, protegido por un lunar de hormigón (la longitud está aproximadamente a 930 m, anchura a 100 m, superficie molar 93 000 m²). Un nuevo muelle terminado a finales de los años 1980 que dobló la capacidad del puerto. El muelle fue reforzado que protege unos buques anclados de los vientos fuertes del norte.
Dentro del puerto que opera una oficina de Aduanas y un puesto de la Guardia Costera Helénica. El tráfico marítimo se limita al comercio de la exportación de productos locales, principalmente cítricos, uvas, mármol, agregados y algunas importaciones nacionales. El puerto funciona como una instalación de contingencia para los buques de carga general, graneleros y Ro-Ro, en caso de huelgas en el puerto de El Pireo.

### Ferry
Anteriormente había un enlace del ferry a Catania, Sicilia y Génova en Italia.

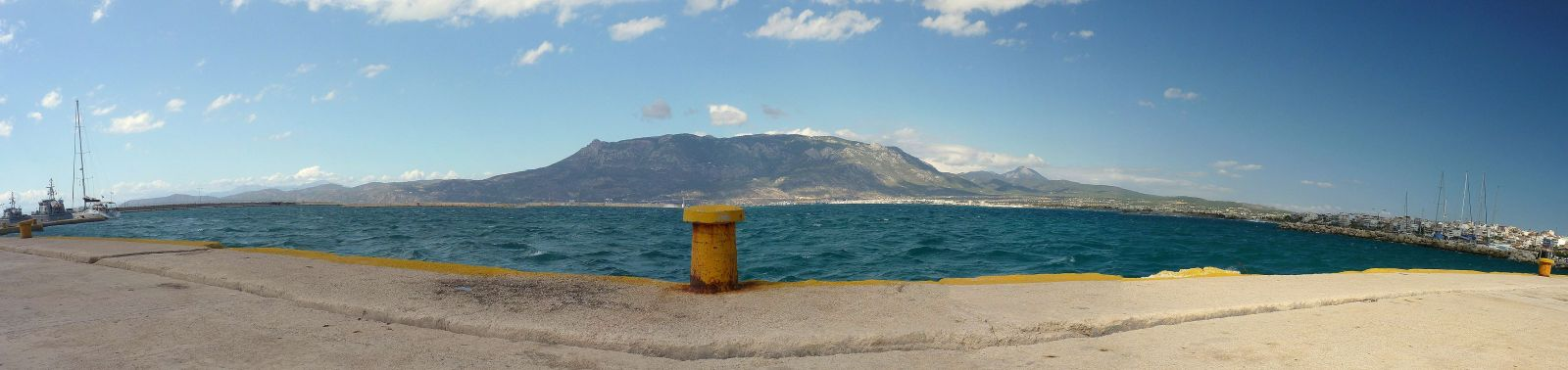
Vista panorámica del puerto.

### Canal

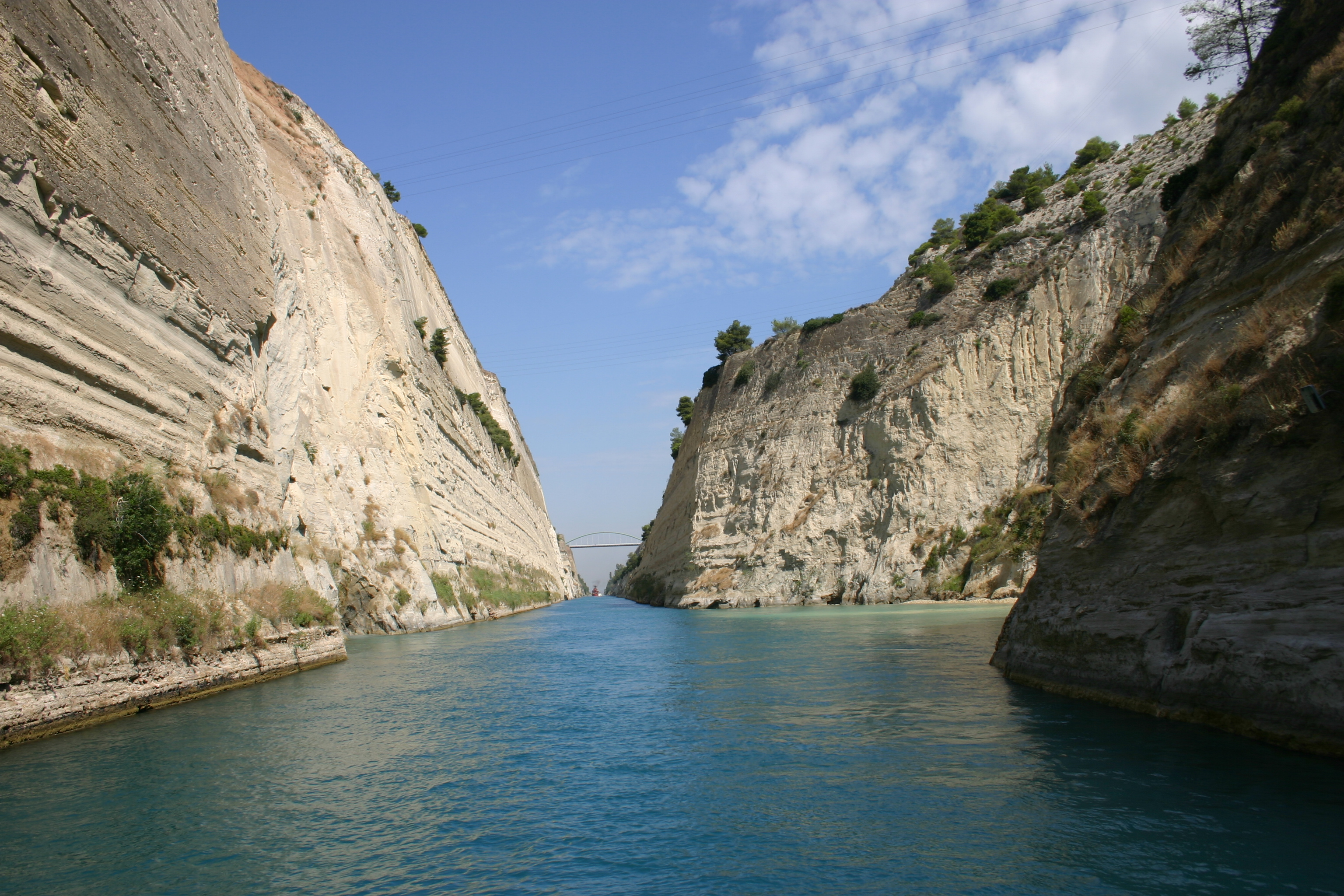
Vista del Canal de Corinto.

El canal de Corinto, que transporta el tráfico de buques entre el mar Mediterráneo occidental y el mar Egeo, está a unos 4 km al este de la ciudad, cortando el istmo de Corinto que une la península del Peloponeso con el continente griego con una antigua isla. Los constructores cavaron el canal a través del istmo al nivel del mar; no se emplean cerraduras. Tiene una longitud de 6,4 km y solo 21,3 m (70 pies) de ancho en su base, lo que lo hace infranqueable para la mayoría de los barcos modernos. Ahora tiene poca importancia económica.
El canal fue discutido en tiempos clásicos y un esfuerzo abortivo se hizo para construirlo en el siglo I d. C.. La construcción comenzó en 1881, pero fue obstaculizada por los problemas geológicos y financieros que arruinaron a los constructores originales. Se terminó en 1893, pero debido a la estrechez del canal, a los problemas de navegación y a los cierres periódicos para reparar los derrumbes que desde sus empinadas paredes, no logró atraer el nivel de tráfico previsto por sus operadores. Ahora se utiliza principalmente para el tráfico turístico.

## Deporte
El equipo de fútbol de la asociación de la ciudad es PAS Korinthos (Π.Α.E. Κόρινθος), fue establecida en 1999 tras la fusión de Pankorinthian Football Club (Παγκορινθιακός) y Corinth Football Club (Κόρινθος). Durante la temporada 2006-2007, el equipo jugó en el Grupo Regional 7 de la Cuarta División Griega. El equipo fue invicto esa temporada y ganó el primer puesto. Esto le otorgó al equipo una promoción a la Gamma Ethniki (Tercera División) para la temporada 2007-2008. Para la temporada 2008-2009, Korinthos F.C. compitió en el grupo meridional Gamma Ethniki (Tercera división).

## Ciudades hermanadas
Corinto mantiene un hermanamiento de ciudades con:
- Abilene (Texas, Estados Unidos)
- Corinth (Misisipi, Estados Unidos)
- Corinth (Vermont, Estados Unidos)
- Jagodina (Serbia)
- Siracusa (Italia)